# お笑いワンマンショー
『お笑いワンマンショー』（おわらいワンマンショー）は、1983年4月10日から1990年3月31日まで名古屋放送（現・名古屋テレビ）で放送された演芸番組。
この項目では、1960年代から1970年代に同局で放送された前身番組群、および1990年代に放送された後継番組も含めて記述する。

## 概要
寄席演芸を主体としていた番組シリーズで、当初は木曜23:15から23:45に放送されていた。その当時のタイトルは『東西お笑い大須寄席』（とうざいおわらいおおすよせ）で、大須演芸場からの録画中継形式で放送されていたが、1967年1月から『東西デラックス寄席』（とうざいデラックスよせ）と題してリニューアルした。1969年10月からスタジオ寄席として公開録画放送へと移行し、司会には若井はんじ・けんじを起用していたが、後の1974年に同日曜午後枠で『爆笑オンパレード』がスタートすることになり、この番組シリーズはここで一旦終了した。
1977年に『爆笑オンパレード』が終了すると、番組は『仁鶴のお笑い決定版』（にかくのおわらいけっていばん）と名を改めて復活した。タイトルが示す通り、この番組では笑福亭仁鶴が司会を務めていたことから上方の芸人たちが多く出場するようになり、バラエティ色・関西色が濃くなった。しかし、この番組は1年で打ち切られ、同番組シリーズは再び沈黙の状態を迎えることになった。
それから4年半後の1983年に、番組は『お笑いワンマンショー』と名を改めて復活した。それまでの内容を一新して基本に立ち返り、東京の芸人たちも多く呼び寄せるようになったが、この番組は放送時間の変動が非常に多く、日曜深夜枠と土曜午後枠を行ったり来たりしていた。そして、最末期の1990年に金曜深夜枠へ移動し、以後は『八方・菜摘の笑タイム』（はっぽうなつみのしょうタイム）と題して放送されるようになった。司会には大阪出身の月亭八方と東京出身の小川菜摘を起用し、内容も当初は東西それぞれの芸人たちによる演芸対決を売りにしていたが、後に再び関西色が強まり、吉本興業の若手芸人たちが多く出場するようになった。この頃の主な出場者に今田耕司やぜんじろうなどがいる。
この番組シリーズは製作局の名古屋放送のほか、キー局のNETテレビや系列外局のTVKテレビ、サンテレビ、富山テレビなどでも放送されていた。

## 放送時間
時刻はいずれもJST、名古屋放送（名古屋テレビ）での放送時間。

### 東西お笑い大須寄席
- 毎週木曜 23:15 - 23:45 (1966年7月 - 1966年9月)
- 毎週日曜 12:15 - 12:45 (1966年10月 - 1966年12月)[3]

### 東西デラックス寄席
- 毎週日曜 12:15 - 12:45 （1967年1月 - 1971年9月）[3]
- 毎週日曜 14:30 - 15:00 （1971年10月 - 1974年6月） - 日曜午後枠の編成次第では16:55枠などで放送されることもあった。

### 仁鶴のお笑い決定版
- 毎週日曜 14:30 - 15:00 （1977年10月 - 1978年9月） - 日曜午後枠の編成次第では15:00枠や16:30枠などで放送されることもあった。

### お笑いワンマンショー
- 毎週日曜 23:20 - 23:50 （1983年4月 - 1983年10月） - 『大相撲ダイジェスト』の放送期間中は30分遅れで放送。
- 毎週日曜 23:25 - 23:55 （1983年10月 - 1985年3月） - 23:10枠の『ANNスポーツニュース』が5分拡大したため、以後は5分繰り下げて放送。
- 毎週土曜 17:00 - 17:30 （1985年4月 - 1986年9月）
- 毎週日曜 23:25 - 23:55 （1986年10月 - 1987年9月） - 『大相撲ダイジェスト』の放送期間中は30分遅れで放送。
- 毎週日曜 23:35 - 24:00 （1987年10月 - 1988年6月） - 23:00枠のニュース番組群が『ナイトライン』へと統合リニューアルしたことにより、以後は10分繰り下げて放送。
- 毎週土曜 15:00 - 15:25 （1988年7月 - 1990年3月） - 土曜午後枠の編成次第では13:00枠や14:00枠などで放送されることもあった。

### 八方・菜摘の笑タイム
- 毎週金曜 24:45 - 25:10 （1990年4月 - 1991年3月） - 『大相撲ダイジェスト』の放送期間中は30分遅れで放送。